# 1984년 전미 비평가 협회상
제19회 전미 비평가 협회상은 1984년 최고의 영화를 기리기 위해 1985년 1월에 열린 시상식이다.

## 수상 및 후보

### 작품상
- 천국보다 낯선 수상

### 감독상
- 돈 - 로베르트 브레송 수상

### 여우주연상
- 보스톤 사람들 - 바네사 레드그레이브 수상

### 남우주연상
- 두 영혼의 남자 - 스티븐 마틴 수상

### 여우조연상
- 침실의 표적 - 멜라니 그리피스 수상

### 남우조연상
- 마음의 고향 - 존 말코비치 수상
- 킬링 필드 - 존 말코비치 수상

### 각본상
- 스플래쉬 - 바바루 맨델 수상

### 촬영상
- 쾌적과 쾌락 - 크리스 멘지스 수상
- 킬링 필드 - 크리스 멘지스 수상

### 다큐멘터리상
- 스톱 메이킹 센스 수상